# Núi Buộm
Núi Buộm là một ngọn núi cao dưới 1000 mét so với mực nước biển. Núi Buộm nằm trong địa bàn huyện Hạ Hòa, tỉnh Phú Thọ.

## Vị trí
Núi Buộm được bao quanh bởi các xã Hương Xạ, Ấm Hạ, Minh Hạc, Lang Sơn và thị trấn Hạ Hòa.